# クライン (自転車ブランド)
クライン（Klein Bicycle Corporation）は、アメリカ合衆国の自転車ブランド、およびかつて存在したメーカー。

## 沿革
- 1973年 - 当時マサチューセッツ工科大学の学生だったゲイリー・クライン（Gary Klein ）が自転車のアルミニウムフレームに興味を持つようになったことから始まった。
- 1975年 - 国際自転車ショーにTIG溶接で組まれ、熱処理されたアルミ合金製プロトタイプフレームを展示、翌年から販売を開始した。当時はロードレーサーが主力だった。
- 1983年 - マウンテンバイクの製造を開始した。
- 1989年 - それまでのオーバーサイズチュービングにベアリング圧入のヘッドセットによるアルミリジットフォークを搭載したアティチュード（Attitude ）を発表。以降、現在に至るまでモデル名が継続する同社のスタンダードMTBとなる。
- 1990年 - アティチュードをさらに軽量化するためさらに肉薄の大口径パイプを使用し、要所をボロン・カーボンで補強したadroit（アドロイト/アドロワ等和名は諸説あり）を発表、当時の軽量コンポーネントで9kg台のマウンテンバイクは例を見ないものであった。
- 1995年 - アメリカ最大の自転車メーカートレック・バイシクルに買収されゲイリーは開発の一部のみを担当する。
- 2002年 - クラインのシェヘイリス工場は閉鎖されトレックのウォータールー工場内に生産の拠点が移され、クラインの技術者・職人のほとんどは解雇され、設備は競売に掛けられた。
- ウォータールー工場に生産拠点を移してからは明らかに製造工程の簡易化が図られており、さらにクラインの独自性を失うこととなった。
- 2006年5月 - クラインの会社としての登記は無効になっている。
- 現在では創始者であるゲイリー・クラインは完全に開発から手を引いており、ブランドの所有者であるトレックがマーケティング目的で彼の名をパンフレットに使用しているだけの関係になっている。

## 概要
- アルミのファットチューブ（大口径チューブ、オーバーザイスチュービングとも呼ぶ）によるマウンテンバイクの先駆者。6000番台のアルミを自社で冷間加工した上で溶接と熱処理を行い、残留応力を徹底的に除去するとともに正確なアライメントのバイクを製造する技術によって初期の礎を築いた。
- アルミの特性を見抜いて製造されたバイクには様々な工夫があった。長所として軽量であるのはもちろんのこと、大口径チューブによる泥ハケ性の低下を嫌い角断面に成形されたパイプをBB集合部に用いたり、アルミ面の保護としてチェーンデバイスをフレーム直付するなど、新素材を新しいバイクの素材に定着させようとする意志は細部のデザインにも通底していた。1993年以降のラインでは独自の内蔵ワイヤの出入り口の形状を見直し、ヘッド周りの金属疲労を低減させる工夫もされていた。
- ファットチューブのバイクの老舗らしく、フレーム全体をキャンバスのように見立てた美しい塗装が有名であった。
- 1980年代から1990年代初頭までは小規模ながら独自の技術を持つ特殊なメーカーであったが、トレックに買収されてからは徐々に独自色を失い、現在ではクラインの名を残すのみと言っても良い。
- 現在のラインナップはクラインとしては初のカーボンフレームのロードバイクのQ-エリート、カーボンバックのロードバイクアウラ、マウンテンバイクのアティチュード、クロスバイクのカルマが残るのみである。
- トレックに買収される以前の製品はオールドクラインと呼ばれており、程度の良いフレームは高値で取引されている。
- 2002年にはASTM（American Society of Testing and Materials ）によって初めて9000番台の番号が与えられる可能性のあるアルミ素材ZR9000を利用した自転車を発売しトレックグループに一定の貢献はしているものの、既にアルミ製自転車自体が減りつつあるため、今後新たにZR9000を使ったフレームが誕生することは少ないと思われる。
- 独立した法人としてのクラインが消滅した2007年以降は主に日本市場をターゲットにしたマーケティングに切り替えており、アメリカ本国では一部のディーラーが細々と販売するだけとなっている。
- 2009年を最後に日本でも姿を消すことになっており、クラインは完全消滅することとなった。

## 製作されたモデル

### ロードバイク
- クァンタム（Quantum ） - クラインが製作するロードバイクのフラッグシップ。レース機材としての性能を追求したモデル。派生型であるクァンタムプロ（Quantum Pro ）では、独自のヘッドセット、エアヘッドが導入された。その他、クァンタムレース（Quantum Race ）やその前身モデルのクァンタム2（Quantum 2 ）、クァンタムエリート（Quantum Elite ）などもある。なお後継のQラインと違い、全てアルミ製。
- キルスティン（Kirsten ） - トップチューブに大きなスローピングがつけられており、足つきを配慮されていた。サイズも47cmと50cmの二つで、小柄なライダーに的を絞ったモデルだった。
- パフォーマンス（Performance ） - 長距離レースやツーリングを主な用途とするモデル。荷台を取り付ける為の台座がフレームに用意されていた。
- Q-プロ（Q-Pro ） - シートステーとフロントフォークにカーボンが使用された、クァンタムの後継となるモデル。派生モデルとしてスローピングしたトップチューブを持つQ-カーボン（Q-carbon ）があり、後アウラ（Aura ）となった
- Q-エリート（Q-Elite ） - クライン初となるフルカーボンバイク。ただしOCLVカーボンではない。
- カルマ（Karma ） - シートステーとフロントフォークにカーボンを用い、フラットハンドルバーを取り付けたモデル。
- レーヴ（Rêve ） - カーボン化されたシートステーにエラストセルバンパーと呼ばれる樹脂製のサスペンションが取り付けられ、後輪から伝わる衝撃を吸収する機構になっている。ジオメトリの工夫により、ペダリングのエネルギーがサスペンションに吸収されてしまうペダリングロスを極力排し、シッティングでは通常のロードバイクと比べても遜色ない走行が可能。2007年パリ～ルーベでは、トレックが自社のロードバイクにこの技術を投入し、実戦使用した。

## その他
- オールドクラインと呼ばれる古いモデルのボトムブラケットは圧入されており、一般の工具で取り外すことはできない。これらを外すには専用工具とテクニックが必要であり、通常はプロショップ(とりわけマウンテンバイクを取り扱う古参のプロショップ)に依頼する。また、ヘッドのサイズも現行で一般的な「1 1/8」サイズではない。
- オールドクラインにアダプターを使用することでホローテックⅡのボトムブラケットやクランク、「1 1/8」サイズのフロントフォークを使用できるようになる。これらのパーツの製造元としてはドイツのRESET RACING社(クライン公認)や、国内では東京のAND Products社が有名である。
- ドイツの高級自転車メーカ−であるストーク("Storck")の創設者マーカス・ストークは元々はドイツでクライン製品の輸入販売を行っていた。
- ゲイリー・クラインは自転車業界からは退き、天体望遠鏡の研究に取り組んでいる。